# Ministarstvo obrta, veleobrta i trgovine NDH
Ministarstvo obrta, veleobrta i trgovine Nezavisne Države Hrvatske je bilo ministarstvo u Vladi NDH.

## Osnivanje i rad
Ministarstvo za obrt, veleobrt i trgovinu ustanovljeno je 24. lipnja 1941. u Zagrebu preuzevši poslove dotadašnjeg Odjela za obrt, industriju i trgovinu Banovine Hrvatske
Ministri ovog ministarstva bili su Marijan Šimić (16. travanja 1941. − 15. listopada 1941.), Dragutin Toth (16. travanja 1941. − 10. listopada 1942.), Josip Cabas (10. listopada 1942. − 1. veljača 1944. ) i Vjekoslav Vrančić (1. veljača 1944. − 8. svibnja 1945.).

## Djelatnost
U nadležnost Ministarstva spada: gospodarska politika, obrt i veleobrt, vanjska i unutarnja trgovina, promicanje gospodarstva, niža i srednja stručna nastava, zaštita veleobrtnog vlasništva, mjere i utezi, carinska politika, poštanska štedionica, čekovni i klirinški promet, putničarstvo, pomorska uprava, lučka služba i plovidba, brodarstvo i brodogradnja, javni prijevoz, nadzor zadruga i sl.

## Unutarnji ustroj
Ustroj Ministarstva uređen je 9. kolovoza 1941., a uključivao je sljedeće odjele:
- 1. Odjel za gospodarsku politiku
- 2. Odjel za vanjsku politiku

Te kao posebne ustanove: Ured za nadzor i određivanje cijena i nadnica, Patentni ured, Zavod za promicanje obrta i veleobrta, Hrvatski državni društveno-gospodarski zavod. Naknadno, 19. studenog 1941. osnovan je Državni ured za oblikovanje cijena i nadnija. Uspostavom Ministarstva narodnog gospodarstva 9. studenoga 1942., za poslove obrta, veleobrta i trgovine, osnovano je unutar Ministarstva Glavno ravnateljstvo za obrt, veleobrt i trgovinu. Prema odredbi od 11. listopada 1943. uspostavljeno je Ministarstvo obrta, veleobrta i trgovine, a ustroj mu je uređen 30. studenog 1943.: opći odjel, odjel za unutarnju gospodarsku politiku, odjel za vanjsku trgovinu, odjel za pomorstvo i riječno brodarstvo, odjel za stručno školstvo. Odjeli se dijele na odsjeke i pododsjeke.